# Billie Bird
Billie Bird, nata Berniece Bird (Pocatello, 28 febbraio 1908 – Los Angeles, 27 novembre 2002), è stata un'attrice statunitense.
Nata a Pocatello, nell'Idaho, cominciò a recitare fin da bambina nel circuito del vaudeville, scoperta come attrice mentre stava in orfanotrofio. Passò in seguito a lavorare in teatro e nei cabaret, girando nel 1921 il suo primo film, ma fu la sua unica apparizione nel muto. Ritornò al cinema negli anni cinquanta, iniziando una carriera che tra cinema e televisione conta quasi un'ottantina di partecipazioni sullo schermo.

## Vita privata
Si sposò con Edwin Sellen del quale rimase vedova nel 1966. Dal loro matrimonio, nacquero tre figli.
Bille Bird morì il 27 novembre 2002 all'età di 94 anni dopo una lunga lotta contro l'Alzheimer. È stata sepolta al Forest Lawn Memorial Park di Glendale, in California.

## Filmografia

### Cinema
- Grass Widowers, regia di William Drury (1921)
- La madre dello sposo (The Mating Season), regia di Mitchell Leisen (1951)
- La mia donna è un angelo (Darling, How Could You!), regia di Mitchell Leisen (1951)
- Qualcuno mi ama (Somebody Loves Me), regia di Irving Brecher (1952)
- Eroe a metà (Half a Hero), regia di Don Weis (1953)
- La spia in nero (The Cat Burglar), regia di William Witney (1961)
- A piedi nudi nel parco (Barefoot in the Park), regia di Gene Saks (1966)
- L'impossibilità di essere normale (Getting Straight), regia di Richard Rush (1970)
- L'ospedale più pazzo del mondo (Young Doctors in Love), regia di Garry Marshall (1982)
- Per fortuna c'è un ladro in famiglia (Max Dugan Returns), regia di Herbert Ross (1983)
- Sixteen Candles - Un compleanno da ricordare (Sixteen Candles), regia di John Hughes (1984)
- Ratboy, regia di Sondra Locke (1986)
- Scuola di polizia 4 - Cittadini in... guardia (Police Academy 4: Citizens on Patrol), regia di Jim Drake (1987)
- Scuola di polizia 6 - La città è assediata (Police Academy 6: City Under Siege), regia di Peter Bonerz (1989)
- Mamma, ho perso l'aereo (Home Alone), regia di Chris Columbus (1990)
- Dennis la minaccia (Dennis the Menace), regia di Nick Castle (1993)
- Un lavoro da giurato (Jury Duty), regia di John Fortenberry (1995)

### Televisione
- Apple's Way – serie TV, episodio 1x01 (1974)